# Phenacoccus halli
Phenacoccus halli är en insektsart som beskrevs av Ezzat 1962. Phenacoccus halli ingår i släktet Phenacoccus och familjen ullsköldlöss.
Artens utbredningsområde är Egypten. Inga underarter finns listade i Catalogue of Life.